# E3 Harelbeke 2009
De E3 Harelbeke 2009 was de 52e editie van de wielerklassieker E3 Harelbeke en werd verreden op 28 maart 2009. De Italiaan Filippo Pozzato kwam na 203 kilometer als winnaar over de streep in Harelbeke.

## Wedstrijdverloop
Steve Chainel (Bbox), David Boucher (Landbouwkrediet), Jean Zen (Palmans) en de Nederlander Lieuwe Westra (Vacansoleil) waren de vluchters van de dag. Na amper zeven kilometer kozen de vier het ruime sop. Het peloton gaf bijna acht minuten toe. Vytautas Kaupas (Revor) probeerde solo naar de kop van de wedstrijd toe te rijden. Dit lukte de Litouwer niet. Chainel moest zijn medevluchters laten gaan na de beklimming van La Houppe.
De finale van de E3 begon op de Eikenberg in Maarkedal, waar Tom Boonen (Quick-Step) demarreerde. De Noor Thor Hushovd (Cervélo) en de Spanjaard Juan Antonio Flecha (Rabobank) bleken de enigen die bij machte waren om de Belg te volgen. Het peloton verbrokkelde op de Eikenberg, maar een groot deel kon toch aansluiting vinden bij viervoudig winnaar Boonen en compagnie.
Op de Paterberg reed Lieuwe Westra zijn laatste medevluchters Zen en Boucher uit de wielen. In de groep der favorieten viel dan weer weinig te beleven op de Paterberg. Na de Paterberg volgde de Oude Kwaremont. Stijn Devolder (Quick-Step), die een jaar eerder de Ronde van Vlaanderen won, rolde op de Oude Kwaremont de rode loper uit voor zijn kopman Tom Boonen. Stijn Devolder demarreerde en reed naar de eenzame Westra toe. Boonen in een zetel: met Stijn Devolder had hij immers een ploeggenoot voorop. Twaalf renners reden op dat ogenblik achter Devolder aan. Devolder en Westra werden op minder dan dertig kilometer van de meet opnieuw ingerekend.
Op de Côte de Trieu viel Tom Boonen opnieuw aan en kreeg de Italiaan Filippo Pozzato (Katjoesja) en de Kazach Maksim Iglinski (Astana) mee. Quick-Step, dat de E3 tot dan toe domineerde, stuurde met Sylvain Chavanel een tweede renner uit. Boonen reed de Fransman voorbij op de Trieu, maar Pozzato en Iglinski konden het tempo van Boonen wel volgen.
Boonen, Pozzato en Iglinski reden samen naar Harelbeke. De achtervolging draaide daarna vierkant vanwege afstopping door Boonens helpers Devolder en Chavanel. Marcus Burghardt en George Hincapie (beide Team Columbia), Thor Hushovd (Cervélo) en Sebastian Langeveld en Nick Nuyens (beide Rabobank) probeerden samen te werken, maar wegens het ploegenspel van Quick-Step bleef de tegenstand lange tijd op vijfenveertig seconden hangen. Na de Tiegemberg begon de achtervolging wel te vlotten. Te laat, zo bleek. Tom Boonen, Filippo Pozzato en Maksim Iglinski zouden beslissen wie de E3 won.
In Harelbeke won Filippo Pozzato de sprint, waardoor Tom Boonen naliet het absolute E3-record van zichzelf en Rik Van Looy te verbreken. Boonen werd tweede, Thor Hushovd won de sprint voor de vierde plaats.

## Uitslag
| Plaats  | Naam                | Ploeg             | Tijd     |
| ------- | ------------------- | ----------------- | -------- |
| Winnaar | Filippo Pozzato     | Team Katjoesja    | 5u11'49" |
| 2       | Tom Boonen          | Quick Step        | z.t.     |
| 3       | Maxim Iglinsky      | Astana            | z.t.     |
| 4       | Thor Hushovd        | Cervélo Test Team | +25"     |
| 5       | Sylvain Chavanel    | Quick Step        | z.t.     |
| 6       | Stijn Devolder      | Quick Step        | z.t.     |
| 7       | Nick Nuyens         | Rabobank          | z.t.     |
| 8       | George Hincapie     | Team Columbia     | z.t.     |
| 9       | Sebastian Langeveld | Rabobank          | z.t.     |
| 10      | Marcus Burghardt    | Team Columbia     | +34"     |